# Bobyle (rejon brasławski)
Bobyle – dawniej wieś, obecnie część Miłaszek na Białorusi, w obwodzie witebskim, w rejonie brasławskim, w sielsowiecie Dalekie.

## Historia
W dwudziestoleciu międzywojennym wieś leżała w Polsce, w województwie nowogródzkim (od 1926 w województwie wileńskim), w powiecie dziśnieńskim (od 1926 w powiecie brasławskim), w gminie Bohiń.
Według Powszechnego Spisu Ludności z 1921 roku wieś zamieszkiwało 157 osób, 55 było wyznania rzymskokatolickiego a 102 prawosławnego. Jednocześnie 116 mieszkańców zadeklarowało polską przynależność narodową a 41 białoruska. Były tu 34 budynki mieszkalne. W 1931 w 28 domach zamieszkiwały 182 osoby.
Miejscowość należała do parafii rzymskokatolickiej w Zamoszach i prawosławnej w Bohiniu. Podlegała pod Sąd Grodzki w Opsie i Okręgowy w Wilnie; właściwy urząd pocztowy mieścił się w Zamoszach.